# 말콤 란지트
파타밴디게 돈 앨버트 말콤 란지트(싱할라어: පටබැඳිගේ දොන් ඇල්බට් මැල්කම් රංජිත්, 1947년 11월 15일 - )는 스리랑카의 로마 가톨릭교회 추기경이다. 2009년부터 콜롬보 대교구장을 지내고 있으며, 2010년에 추기경에 서임되었다.
콜롬보 대교구 보좌주교(1991~1995), 라트나푸라 주교(1995~2001), 교황청 인류복음화성 차관보(2001~2004), 인도네시아와 동티모르의 교황 대사(2004~2005), 교황청 경신성사성 차관(2005~2009)을 역임했다.